# تخم‌خوار خال لوزی
تخم‌خوار لوزی یا تخم‌خوار معمولی گونه‌ای مار غیر سمی است که در آفریقای زیر صحرا پراکنده است. طول این مار ۵۱ تا ۸۹ سانتی متر است و تقریباً" فک بدون دندانی دارد. پوست پشت این مار، لکه‌های لوزی شکل دارد که بر زمینه‌ای روشن تر جای گرفته است. رنگ لکه‌ها قهوه‌ای تیره است. شکل لکه‌ها به صورت متناوب بر روی پشت مار تکرار می‌شود. شکم مار زرد رنگ است که در برخی لکه‌های تیره هم موجود است. این گونه مار منحصراً" از تخم جانوران دیگر تغذیه می‌کند.